# Museo de Arte Contemporáneo de Pego
El Museo de "Art Contemporani" de Pego (Provincia de Alicante, España), se inauguró en 1991 con los fondos que constituyen las obras premiadas en el Certamen de Pintura "Villa de Pego", cuya primera edición es del año 1976. El Ayuntamiento disponía en aquel tiempo de una importante pinacoteca y sentía la obligación de exponerla al público y constituir de esta forma un centro de primer orden, dinamizador de la oferta cultural y turística de la ciudad , así como de las inquietudes artísticas que siempre ha tenido la Villa de Pego.